# Даллаква, Каэтано Осипович
Каэтано (Иван) Осипович Даллаква (? — после 1869) — русский архитектор итальянского происхождения.

## Биография
Выходец из Неаполитанского королевства. Работал в Одессе.

## Архитектурные работы
Дома
- Ф. Гольцфарт на Пушкинской, 30,
- Г. Завацкого на Троицкой, 52,
- А. Катинского, на Пастера, 36,

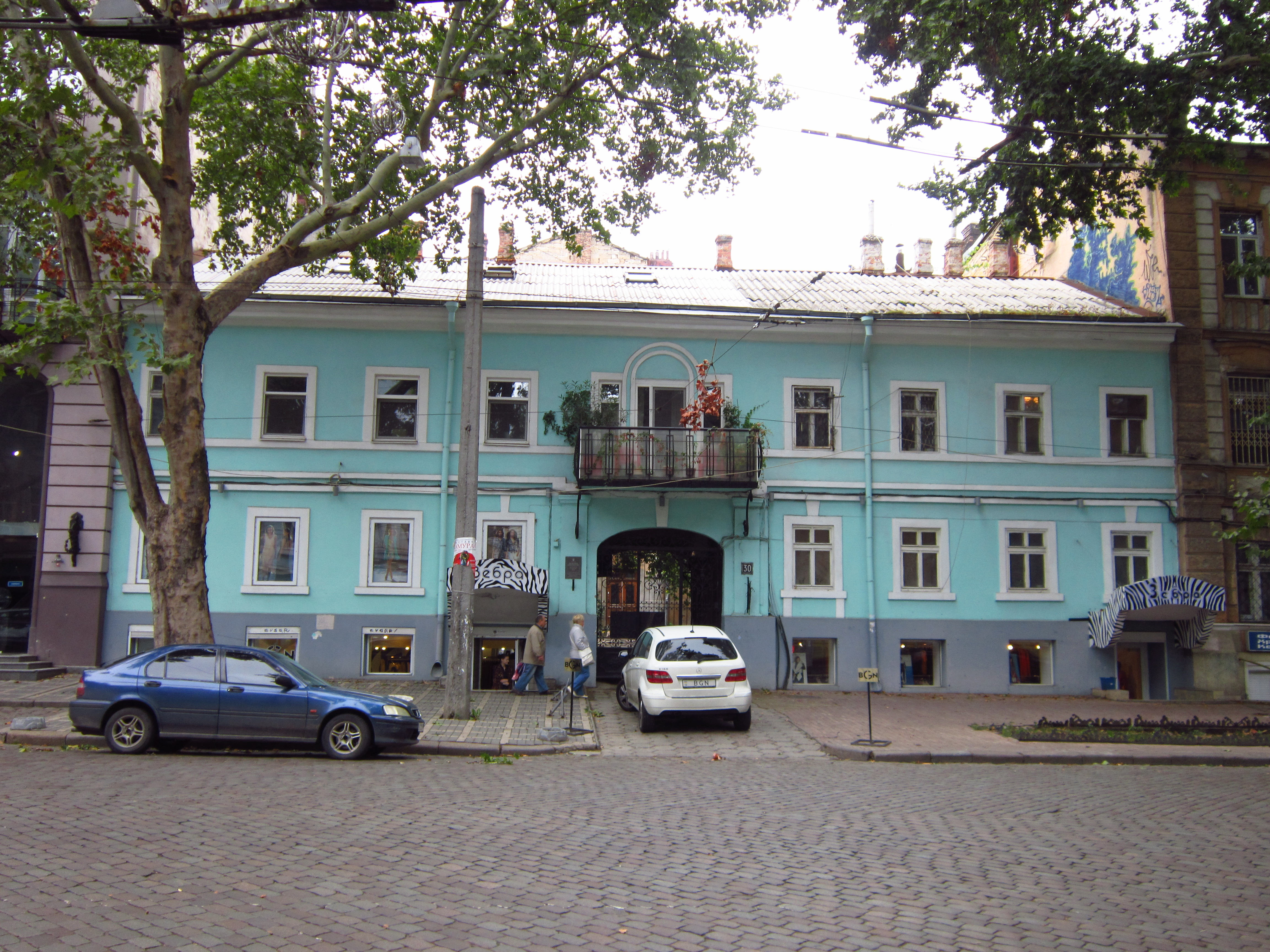
Пушкинская, 30

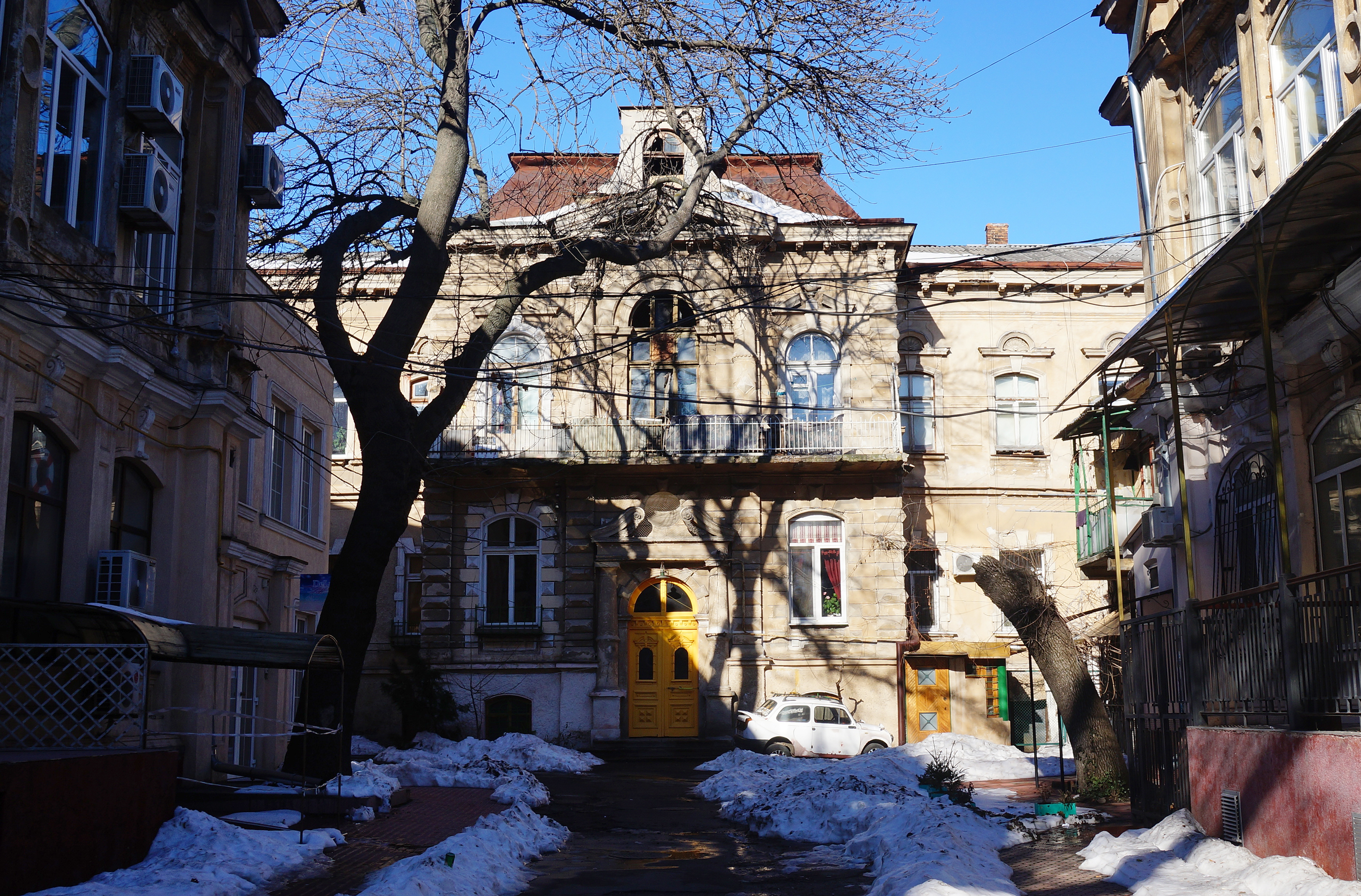
Усадьба Параскева

- особняк Абомелика в переулке Маяковского, 4.
- Дом Шемякина (Улица Гоголя, 9)
- Трощинского (Улица Гоголя, 11)
- Особняк графа Толстого (Сабанеев мост, 4)
- Навроцкого (Ланжероновская, 8),
- П. Ф. Францова, с типографией Южно-Русского общества печатного дела (Пушкинская, 18)
- Маюрова (Греческая площадь)
- Усадьба Параскева (Жуковского, д.32)

а также
- Сабанские казармы (Канатная, 23)
- Склад Я. Новикова (Большая Арнаутская, 2 / Леонтовича, 6)[6]
- Секция торговых рядов «Пале-Рояля»[7]
- Лестница и подпорные стенки Ланжероновского спуска[8]
- Усадьба Дубецких (разбивка парка)[9],

Особенностью стиля Даллаквы является оформление двориков в виде уютных атриумов, окруженных многоярусными колоннадами и аркадами. Расцвет творчества Даллаквы пришёлся на 1840—1850-е годы.